# 이온 (신화)
이온(Ion)은 그리스 신화에 나오는 인물로, 아테나이의 왕녀 크레우사의 아들이다. 이오니아의 명칭은 그의 이름에서 유래한다. 여러 가지 설이 있으나, 에우리피데스가 같은 이름의 작품으로 만든 전설에 따르면 일찍이 크레우사는 아폴론의 사랑을 받아 그와의 사이에 낳은 이온을 몰래 내다 버렸다. 아폴론 신은 헤르메스를 시켜 그를 델포이로 옮기게 하여 아폴론의 신전에서 기르게 하였다. 그 뒤 크수토스의 아내가 된 크레우사가 자식을 낳지 못하여 부부는 신탁을 얻고자 델포이 땅을 찾아갔다. 크수토스는 신전에서 나와 맨처음 만나는 자가 자식이 된다는 신탁을 받았는데, 이 숨겨둔 자식이 아닌가 의심하여 이온을 독살하려고 하나 사전에 발각되어 오히려 자신이 죽게 될 처지에 놓여 있을 때, 이온이 그녀의 자식이라는 물증이 발견되어 다 함께 즐거운 마음으로 귀국한다. 그 뒤 이온은 아테네의 왕이 되고, 주민을 나누어 호플레테스, 겔레온테스, 아르가이데스, 아르기코레이스 등 이오니아의 4부족으로 만들었다고 한다.

## 같이 보기
- 야바나